# Walter Müller (calciatore 1938)
Walter Müller (Uznach, 16 novembre 1938 – 14 agosto 2018) è stato un calciatore svizzero, di ruolo attaccante.

## Carriera
Walter Müller è nato a Uznach, nel canton San Gallo, nel 1942 ed è cresciuto a Goldach prima che la famiglia si trasferisse per breve tempo sul Lago di Zurigo. Inizia a giocare a calcio con i ragazzi dell'FC Wädenswil. Tornato nella Svizzera orientale si unisce all'FC Rorschach. Suo fratello che gioca come portiere dell'FC Goldach muore all'età di 19 anni dopo un'appendicectomia. Walter Müller decide di andare a all'FC Goldach per solidarietà. Nel 1963, all'età di 20 anni, si unì al San Gallo, che a quel tempo giocava nella prima divisione, il terzo livello del calcio svizzero. Nella seconda stagione riporta il San Gallo in Lega Nazionale B. È il capocannoniere della squadra.
La sua carriera professionistica si concluse nel 1976 a causa di un infortunio. In una partita amichevole, il portiere avversario lo colpisce all'addome con una gamba allungata e gli rompe un rene. Successivamente ha giocato altre due stagioni per il club di prima lega SC Köniz.. Muore all'età di 75 anni.

## Statistiche
| Stagione               | Squadra                | Campionato             | Campionato | Campionato | Coppe nazionali | Coppe nazionali | Coppe nazionali | Coppe continentali | Coppe continentali | Coppe continentali | Altre coppe | Altre coppe | Altre coppe | Totale | Totale |
| Stagione               | Squadra                | Comp                   | Pres       | Reti       | Comp            | Pres            | Reti            | Comp               | Pres               | Reti               | Comp        | Pres        | Reti        | Pres   | Reti   |
| ---------------------- | ---------------------- | ---------------------- | ---------- | ---------- | --------------- | --------------- | --------------- | ------------------ | ------------------ | ------------------ | ----------- | ----------- | ----------- | ------ | ------ |
| 1963-1964              | Goldach                | ?                      | ?          | ?          | ?               | ?               | ?               | -                  | -                  | -                  | -           | -           | -           | ?      | ?      |
| 1964-1965              | San Gallo              | LNA                    | ?          | ?          | CS              | ?               | ?               | ?                  | ?                  | ?                  | ?           | ?           | ?           | ?      | ?      |
| 1965-1966              | San Gallo              | LNA                    | ?          | ?          | CS              | ?               | ?               | ?                  | ?                  | ?                  | ?           | ?           | ?           | ?      | ?      |
| 1966-1967              | San Gallo              | LNA                    | ?          | ?          | CS              | ?               | ?               | ?                  | ?                  | ?                  | ?           | ?           | ?           | ?      | ?      |
| 1967-1968              | Young Boys             | LNA                    | 21         | 13         | CS              | ?               | ?               | Int                | 2                  | 1                  | -           | -           | -           | 23     | 14     |
| 1968-1969              | Young Boys             | LNA                    | 25         | 18         | CS              | ?               | ?               | -                  | -                  | -                  | -           | -           | -           | 25     | 18     |
| 1969-1970              | Young Boys             | LNA                    | 21         | 17         | CS              | ?               | ?               | Int                | 1                  | 2                  | -           | -           | -           | 22     | 19     |
| 1970-1971              | Young Boys             | LNA                    | 26         | 19         | CS              | ?               | ?               | -                  | -                  | -                  | -           | -           | -           | 26     | 19     |
| 1971-1972              | Young Boys             | LNA                    | 22         | 15         | CS              | ?               | ?               | Int                | 1                  | 0                  | -           | -           | -           | 23     | 15     |
| Totale Young Boys      | Totale Young Boys      | Totale Young Boys      | 115        | 82         |                 | ?               | ?               |                    | 4                  | 3                  |             | -           | -           | 119    | 85     |
| 1972-1973              | Losanna                | LNA                    | 18         | 8          | CS              | ?               | ?               | CU                 | 0                  | 0                  | -           | -           | -           | 18     | 8      |
| 1973-1974              | Losanna                | LNA                    | 23         | 20         | CS              | ?               | ?               | -                  | -                  | -                  | -           | -           | -           | 23     | 20     |
| Totale Losanna         | Totale Losanna         | Totale Losanna         | 41         | 28         |                 | ?               | ?               |                    | 0                  | 0                  |             | -           | -           | 41     | 28     |
| 1974-1975              | Xamax Neuchâtel        | LNA                    | 21         | 8          | CS              | ?               | ?               | Int                | 1                  | 0                  | CdL         | 1           | 1           | 23     | 9      |
| 1975-1976              | Xamax Neuchâtel        | LNA                    | 21         | 12         | CS              | ?               | ?               | -                  | -                  | -                  | -           | -           | -           | 21     | 12     |
| Totale Xamax Neuchâtel | Totale Xamax Neuchâtel | Totale Xamax Neuchâtel | 42         | 20         |                 | 1               | 1               |                    | 1                  | 0                  |             | -           | -           | 44     | 21     |
| Totale carriera        | Totale carriera        | Totale carriera        | 198+       | 130+       |                 | ?               | ?               |                    | 1+                 | 0+                 |             | 1+          | 1+          | 204+   | 134+   |

### Cronologia presenze e reti in nazionale
| Cronologia completa delle presenze e delle reti in nazionale ― Svizzera | Cronologia completa delle presenze e delle reti in nazionale ― Svizzera | Cronologia completa delle presenze e delle reti in nazionale ― Svizzera | Cronologia completa delle presenze e delle reti in nazionale ― Svizzera | Cronologia completa delle presenze e delle reti in nazionale ― Svizzera | Cronologia completa delle presenze e delle reti in nazionale ― Svizzera | Cronologia completa delle presenze e delle reti in nazionale ― Svizzera | Cronologia completa delle presenze e delle reti in nazionale ― Svizzera |
| Data                                                                    | Città                                                                   | In casa                                                                 | Risultato                                                               | Ospiti                                                                  | Competizione                                                            | Reti                                                                    | Note                                                                    |
| ----------------------------------------------------------------------- | ----------------------------------------------------------------------- | ----------------------------------------------------------------------- | ----------------------------------------------------------------------- | ----------------------------------------------------------------------- | ----------------------------------------------------------------------- | ----------------------------------------------------------------------- | ----------------------------------------------------------------------- |
| 26-3-1969                                                               | Valencia                                                                | Spagna                                                                  | 1 – 0                                                                   | Svizzera                                                                | Amichevole                                                              | 0                                                                       |                                                                         |
| Totale                                                                  |                                                                         | Presenze                                                                | 1                                                                       |                                                                         | Reti                                                                    | 0                                                                       |                                                                         |

## Palmarès

### Individuale
- Capocannoniere della Super League: 1

1971-1972 (19 gol)